# Luissa Cara Hansen
Luissa Cara Hansen (* 24. April 2001) ist eine deutsche Filmschauspielerin.

## Leben
Mit 15 Jahren nahm sie an der 4. Staffel der Doku-Serie Durch die Wildnis – Das Abenteuer deines Lebens teil, die sie in die Wildnis der Sierra Nevada (Spanien) führte.
2019 spielte sie „Hannah“, eine der Hauptrollen in der Komödie Get Lucky – Sex verändert alles. 2020 wirkte sie als „Hanka Frings“ im TV-Dreiteiler Das Geheimnis des Totenwaldes mit. 2021 spielte sie „Lina“ im Drama Räuberhände.

## Filmografie
- 2017: Durch die Wildnis – Das Abenteuer deines Lebens (Fernsehsendung, 20 Folgen)
- 2019: Get Lucky – Sex verändert alles
- 2020: Das Geheimnis des Totenwaldes (Fernseh-Dreiteiler, 1 Folge)
- 2021: Räuberhände